# بردفورد تیتوم
بردفورد تِـیتوم (انگلیسی: Bradford Tatum؛ زادهٔ ۲۹ مارس ۱۹۶۵) بازیگر و نویسنده اهل ایالات متحده آمریکا است.
از فیلم‌ها یا برنامه‌های تلویزیونی که وی در آن نقش داشته است، می‌توان به پایین پریسکوپ و وست‌ورلد اشاره کرد.